# Agregação na França
A agregação (em francês:  agrégation) é o concurso mais prestigioso de recrutamento de professores do ensino superior na França. Trata-se de um concurso de alto nível e é preciso, no mínimo, ter o mestrado para concorrer. Os aprovados são às vezes chamados "agregados da Universidade" (agrégés de l’Université).
A agregação foi criada na França durante o reinado de Luís XV, em 1766, com o objetivo de criar um corpo de professores qualificados. O número de vagas no concurso é anualmente estabelecido por decreto. Ao candidato aprovado estará garantido um emprego vitalício. Se ele não assumir a vaga, ou abandonar mais tarde, ele perderá então esse benefício. Em regra geral, ele sempre terá o direito de usar o título honorífico de “agrégé”. No gênero masculino, se diz em francês "agrégé" e no feminino "agrégée".